# Luisa Ferida
Luisa Ferida, vlastním jménem Luisa Manfrini (18. března 1914 Castel San Pietro – 30. dubna 1945 Milán) byla italská filmová a divadelní herečka. Ve třicátých a čtyřicátých letech 20. století patřila k největším hvězdám italské kinematografie, hrála středně velké a hlavní role v 38 filmech. Kvůli podpoře Mussoliniho fašistického režimu byla na konci druhé světové války bez soudu zastřelena partyzány.

## Životopis

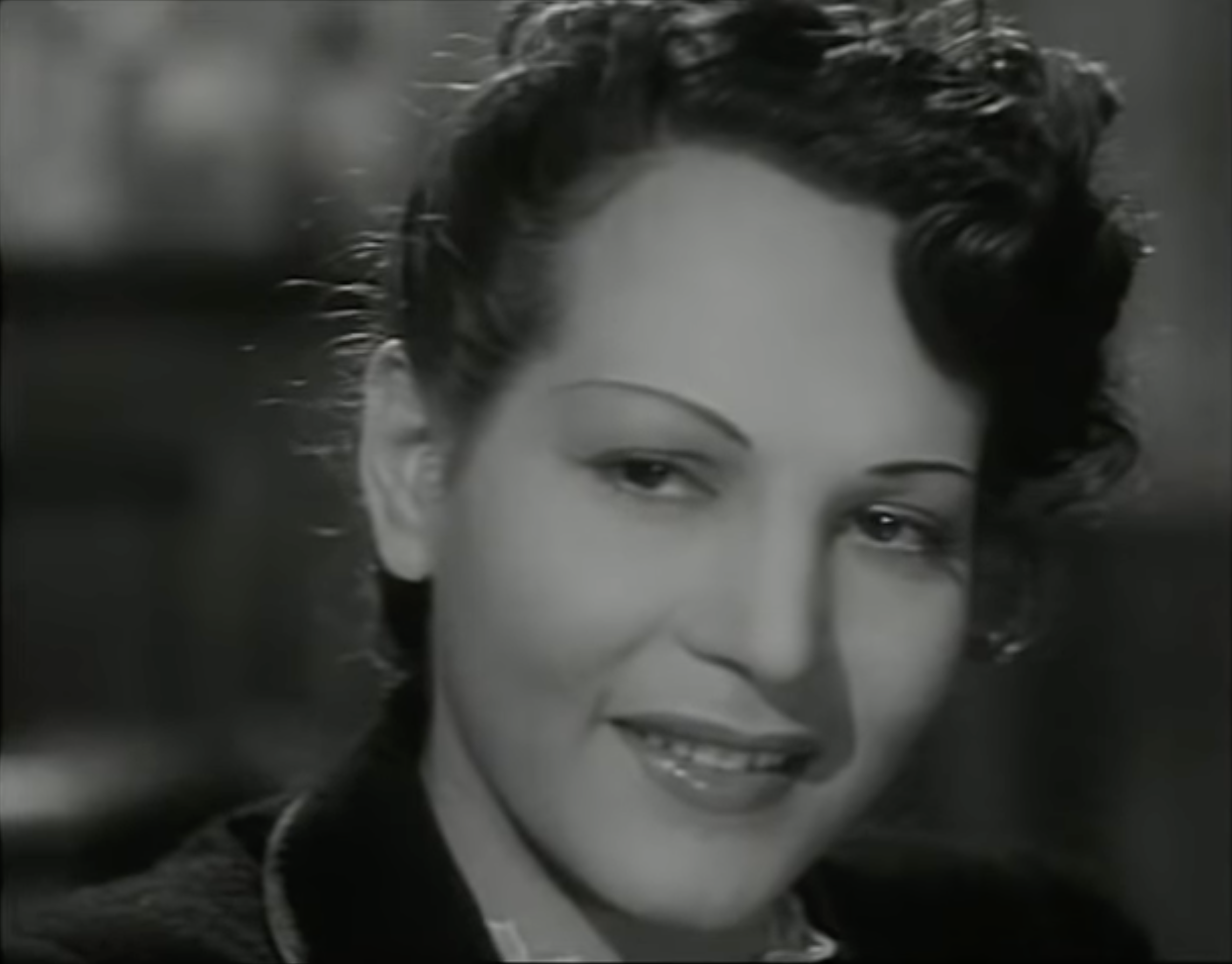
Luisa Ferida ve filmu V záři reflektorů (Fari nella nebbia, 1942)

Pocházela z prostých poměrů a narodila se v severní Itálii, její vlastní jméno byla Luisa Manfrini Farné (uváděno též jako Farnet). Divadlo začala hrát počátkem třicátých let 20. století ve společnosti Ruggera Ruggeriho a Paoly Borboni, kteří se zaměřovali na uvádění italského moderního repertoáru. Před filmovou kamerou jí dal první příležitost Corrado d'Errico v dramatu Zlatý šíp (Freccia d'oro, 1935). S novým pseudonymem se Luisa Ferida brzy dostala do širokého povědomí a ve větších rolích začala točit několik filmů ročně. Třikrát byl jejím filmovým partnerem tehdy populární milovník Amedeo Nazzari. Uznání kritiky a zvýšeného zájmu diváků se jí dostalo s dobrodružným filmem Tajemná maska (Un'avventura di Salvator Rosa) režiséra Alessandra Blasettiho. S ním pak Luisa Ferida pracovala na dalších dvou filmech (Želená koruna/Il corona di ferro, 1940; Žertovná večeře/La cena delle beffe, 1942).
Při natáčení filmu Tajemná maska se Luisa Ferida seznámila s Osvaldem Valentim (1906–1945), který byl osvědčeným představitelem filmových milovníků. Stali se z nich milenci, natočili spolu několik dalších filmů a během druhé světové války byli velmi populární dvojicí. Luisa Ferida se mezitím vypracovala v uznávanou hereckou osobnost a v roce 1942 byla vyhlášena nejlepší italskou herečkou. Po přestávce kvůli těhotenství a porodu v roce 1941 (syn Kim Valenti zemřel po několika dnech) se v následujícím roce vrátila před kamery a během roku 1942 hrála hlavní role v osmi filmech. Vzhledem k fašismem ovládanou velkou částí Evropy byly její filmy známy i mimo Itálii, takže popularitu měla i v Německu nebo Francii, některé filmy byly uvedeny i v českých protektorátních kinech (V záři reflektorů/Fari nella nebbia, 1942). Mimo jiné točila také s populárním česko-rakouským hercem Rolfem Wankou (Krvavý obzor/Orrizonte di sangue, 1942). Před kamerou se setkala i s Lídou Baarovou, jejich společný film Půvab (Grazia, 1943) však nebyl dokončen.

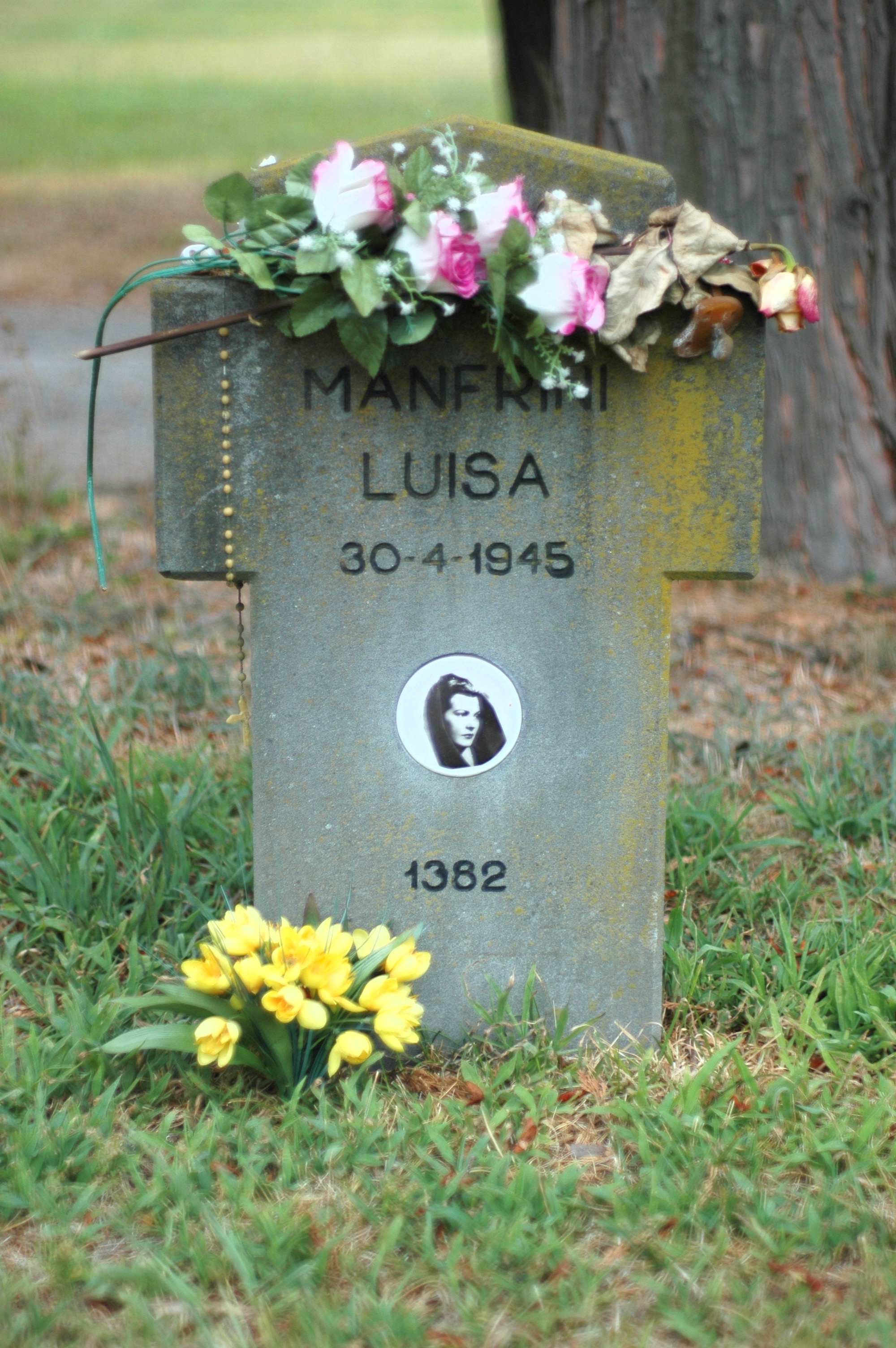
Hrob Luisy Feridy v Miláně

Kvůli postupující frontě a omezení práce ve filmových ateliérech Cinecittà v Římě se Luisa Ferida s Valentim v roce 1943 přestěhovali do Benátek, o rok později přesídlili do Milána. Zatímco z dřívějších let nejsou známy jejich veřejně proklamované politické postoje, v roce 1944 otevřeně podporovali Italskou sociální republiku, která mohla v severní části země existovat jen díky podpoře německých vojsk. Osvaldo Valenti vstoupil jako poručík do polovojenské organizace Pietra Kocha, která proslula ultrafašistickými názory a bojem proti partyzánům. O aktivitách Luisy Feridy v této době není příliš známo, některá neověřená svědectví z pozdější doby uváděla, že se podílela na mučení partyzánů.
Italská sociální republika se zhroutila na konci války v dubnu 1945 a vzápětí došlo k účtování s předními představiteli fašistického režimu. Italský diktátor Benito Mussolini se svou milenkou Clarou Petacciovou byli lynčování a zavražděni 29. dubna 1945 v Miláně. V následujících dnech byli perzekvováni i mnozí další Mussoliniho stoupenci. Luisa Ferida s Osvaldem Valentim byli po zkráceném nezákonném procesu zastřeleni v noci 30. dubna 1945 taktéž v Miláně. Bezprostředně po konci války byl jejich případ vyšetřován a iniciátor popravy Giuseppe Marozin přiznal, že Luisa Ferida se ve skutečnosti ničím neprovinila, stala se však obětí davového šílenství namířeného proti jejímu milenci Osvaldu Valentim. V době své smrti byla znovu těhotná a milánský soud vynesl verdikt, že noční střelbu z kulometu do těhotné ženy na veřejném prostranství nelze považovat za legální exekuci. K novému projednávání případu došlo v roce 1952, kdy se Luisina matka ocitla bez prostředků a požádala o revizi procesu. Rozhodnutím soudu jí byl vyplacen důchod Luisy Feridy zpětně k roku 1945.
V roce 2011 byla odhalena pamětní deska v milánské ulici Via Poliziano, kde byla Luisa Ferida zastřelena, tento akt se však nesetkal se souhlasem všech členů milánské městské rady a stal se předmětem dlouholetých diskuzí.
Tragický příběh dvojice Osvaldo Valenti-Luisa Ferida se stal inspirací pro několikeré umělecké zpracování. Nejznámějším je film Zběsilá krev (Sanguepazzo, 2008) uvedený na filmovém festivalu v Cannes. Postavu Luisy Feridy ztvárnila Monica Bellucciová.
Luisa Ferida je pohřbena na centrálním hřbitově v Miláně, na prostém náhrobku je uvedena pod svým rodným jménem Luisa Manfrini.